# Новый Уренгой (станция)
Новый Уренгой — железнодорожная станция города Новый Уренгой Свердловской железной дороги. Станция была открыта после окончания строительства (1980-1982) и запуска участка Коротчаево - Новый Уренгой. 6 ноября 1985 года из Тюмени в Новый Уренгой прибыл первый пассажирский поезд. Железная дорога надёжно связала город газодобытчиков с «большой землёй». По своему назначению станция участковая, работает на три направления: Новый Уренгой – Коротчаево, Новый Уренгой – Ямбург, Новый Уренгой – Пангоды – Надым-Пристань. Кроме того, на станции Новый Уренгой происходит оборот пассажирских поездов, в течение суток их прибывает и отправляется 5 пар.
1 мая 2015 года было открыто новое современное трёхэтажное здание вокзала, построенного на месте старого деревянного вокзала .

## Транспортное сообщение

### Поезда дальнего следования

#### Круглогодичное движение поездов
| № поезда  | Маршрут                      | № поезда  | Маршрут                      |
| --------- | ---------------------------- | --------- | ---------------------------- |
| 11 "Ямал" | Новый Уренгой — Москва       | 12 "Ямал" | Москва — Новый Уренгой       |
| 109       | Новый Уренгой — Москва       | 110       | Москва — Новый Уренгой       |
| 125 "Обь" | Новый Уренгой — Новосибирск  | 126 "Обь" | Новосибирск — Новый Уренгой  |
| 309       | Новый Уренгой — Екатеринбург | 310       | Екатеринбург — Новый Уренгой |
| 331       | Новый Уренгой — Уфа          | 332       | Уфа — Новый Уренгой          |
| 377       | Новый Уренгой — Казань       | 378       | Казань — Новый Уренгой       |
| 379       | Новый Уренгой — Оренбург     | 380       | Оренбург — Новый Уренгой     |

#### Сезонное движение поездов

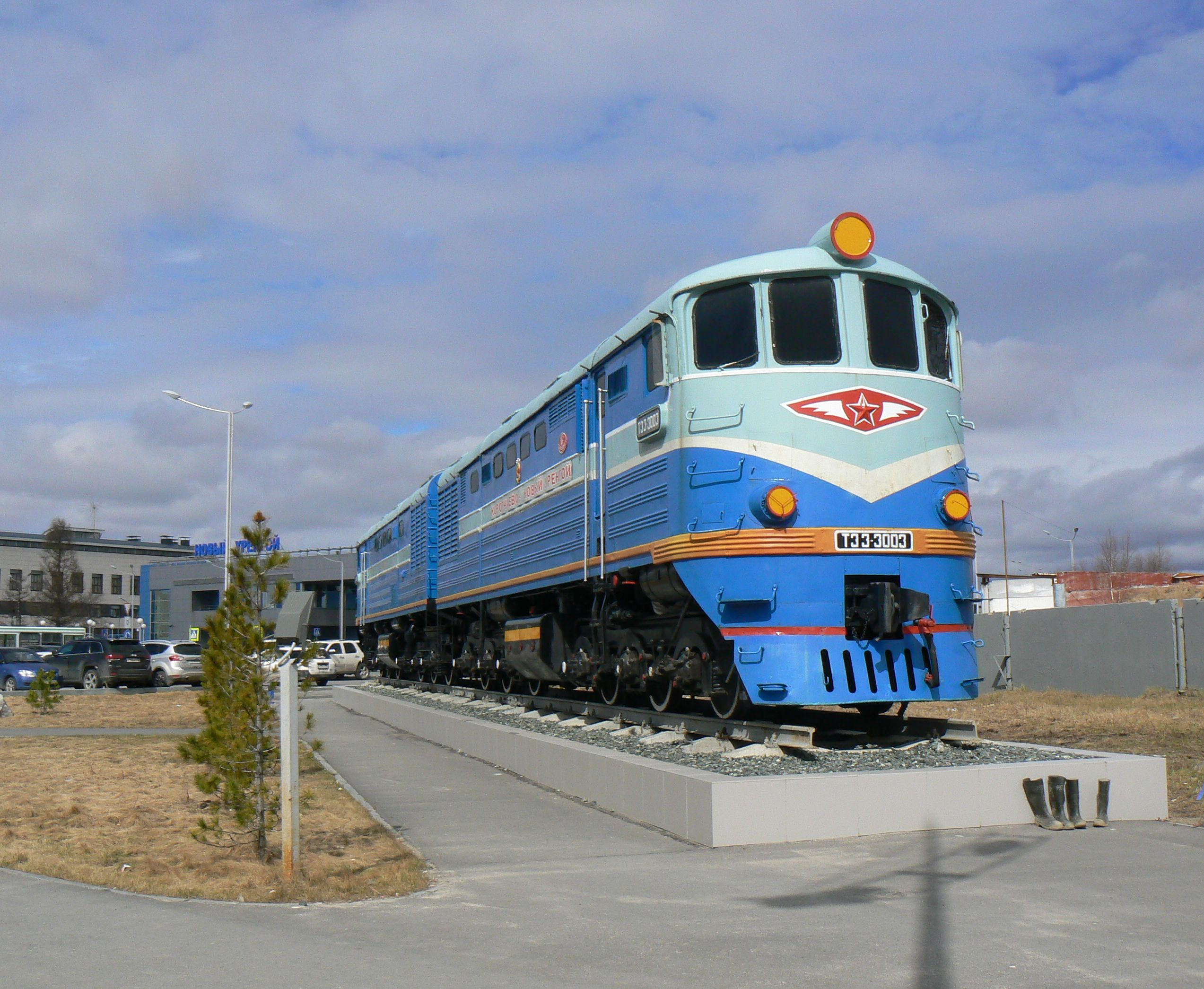
Памятник первому поезду на привокзальной площади

| 589 | Новый Уренгой — Адлер | 590 | Адлер — Новый Уренгой |     |                       |     |                       |
| 595 | Новый Уренгой — Анапа | 596 | Анапа — Новый Уренгой | 499 | Новый Уренгой — Анапа | 596 | Анапа — Новый Уренгой |

В государственные праздники и при увеличении пассажиропотока, дирекция ОАО "РЖД" назначает дополнительные поезда:
| № поезда | Маршрут                         | № поезда | Маршрут                         |
| -------- | ------------------------------- | -------- | ------------------------------- |
| 561      | Новый Уренгой - Санкт-Петербург | 562      | Санкт-Петербург - Новый Уренгой |